# Jeanne Tremsal
Jeanne Tremsal (* 1977 in La Montagne) ist eine deutsch-französische Theater- und Filmschauspielerin.

## Leben
Jeanne Tremsal lebte als Kind zeitweise in der Kommune des Aktionskünstlers Otto Muehl. Ihre Ausbildung machte sie im Münchner Schauspielstudio. Seit Ende der 1990er Jahre ist sie als Film- und Theaterschauspielerin in Deutschland tätig. Zu ihren Arbeiten gehören überwiegend Fernsehfilme und Serien.
Sie spricht fließend Französisch und Deutsch und lebt in Paris und Berlin.

## Filmografie (Auswahl)
- 1998: Julia – Kämpfe für deine Träume! (Regie: Gabi Kubach)
- 1998: Sweet little sixteen
- 1999: Club der starken Frauen – Die rote Meile (Fernsehserie, 2 Folgen)
- 1999–2001: Wilder Kaiser (Fernsehserie, 2 Folgen)
- 2000: Doppelpack
- 2002: Feiertag
- 2002: Liebe, Lügen, Leidenschaft
- 2002: Alarm für Cobra 11 – Die Autobahnpolizei – Der Rennstall
- 2002–2005: SOKO 5113 (Fernsehserie, 3 Folgen)
- 2003: Mutter kommt in Fahrt
- 2003: Mein Mann, mein Leben und Du
- 2003: Liebe, Lügen, Leidenschaften (Fernsehserie, 3 Folgen)
- 2004: Eine verflixte Begegnung im Mondschein
- 2004: Rosamunde Pilcher: Tiefe der Gefühle
- 2006: One Way
- 2006: Sturmjahre – Barbara Wood
- 2006: Rosamunde Pilcher: Und plötzlich war es Liebe
- 2007: Im Tal der wilden Rosen – Im Herzen der Wahrheit
- 2007: Und Jimmy ging zum Regenbogen
- 2007: Wer Liebe verspricht
- 2007: Keinohrhasen
- 2008: Inga Lindström: Der Zauber von Sandbergen
- 2008: Rebecca Ryman: Wer Liebe verspricht
- 2009: Utta Danella – Schokolade im Sommer
- 2010: Inga Lindström: Zwei Ärzte und die Liebe
- 2010: Liebe, Babys und ein Herzenswunsch
- 2011: Kissenschlacht
- 2012: Das Geheimnis der Villa Sabrini
- 2012: Das Traumschiff: Puerto Rico
- 2015–2017: Die Rosenheim-Cops (Fernsehserie, 2 Folgen)
- 2019: Die Diplomatin: Böses Spiel
- 2020: Der Zürich-Krimi: Borchert und der fatale Irrtum
- 2020: Spurlos in Marseille
- 2020: Falk (Fernsehserie, 6 Folgen)
- 2022: Servus Papa, See You in Hell

## Theaterrollen
- 1998: Die Gunst der Stunde
- 1998: Auf Leben und Tod
- 2000–2004: La Chauve Souris (Die Fledermaus) in der Opéra Bastille in Paris
- 2006–2007: Leonce und Lena
- 2010: Baal beim Festival von Avignon